# Andrew Smith (athlétisme)
Pour les articles homonymes, voir Andrew Smith et Smith.
Andrew Smith (né le 29 janvier 1964) est un athlète jamaïcain spécialiste du 100 mètres.

## Carrière

### Palmarès
| Date | Compétition                                 | Lieu         | Résultat | Épreuve               | Performance |
| ---- | ------------------------------------------- | ------------ | -------- | --------------------- | ----------- |
| 1987 | Jeux panaméricains                          | Indianapolis | 6e       | 100 mètres            | 10 s 62     |
| 1987 | Jeux panaméricains                          | Indianapolis | 3e       | Relais 4 × 100 mètres | 38 s 86     |
| 1987 | Championnats du monde                       | Rome         | 3e       | Relais 4 × 100 mètres | 38 s 41     |
| 1989 | Championnats d'Am. centrale et des Caraïbes | San Juan     | 3e       | 100 mètres            | 10 s 47     |
| 1989 | Championnats d'Am. centrale et des Caraïbes | San Juan     | 1er      | Relais 4 × 100 mètres | 39 s 51     |

### Records
| Épreuve    | Performance | Lieu | Date         |
| ---------- | ----------- | ---- | ------------ |
| 100 mètres | 10 s 37     | Rome | 29 août 1987 |